# Въстание на Косцюшко
Въстанието на Косцюшко е насочено срещу Руската империя и Кралство Прусия, водено от Тадеуш Косцюшко в Жечпосполита през 1794 г.
Целта му е да освободи Полша и Литва от руско влияние след Второто разделяне на Полша (1793) и създаването на Тарговицката конфедерация.

## Причини
Конституцията, провъзгласена от Варшавския сейм на 3 май 1791 година, предизвиква голямо недоволство сред магнатите и шляхтата в Жечпосполита. Събрани в Тарговице (Тарговица в съвременна Украйна), недоволните обявяват конституцията за нелегитимна и формират конфедерация за борба с крал Станислав, който обявява противниковата конституция за бунтовническа.
Императрица Екатерина II, завършвайки войната с турците, взема тарговицките конфедератори под свое покровителство и нарежда на генерал М. В. Каховски да влезе в Полското кралство, а на генерал М. Н. Кречетников – в Литовското княжество. Започва ожесточена борба на привържениците на новата конституция срещу конфедераторите и руските войски с победа за последните. Тъй като пруският крал Фридрих Вилхелм II взема страната на Русия, крал Станислав Понятовски е принуден да се подчини на изискванията на конфедераторите и сключва примирие с руснаците.
В Гродно е свикан нов сейм, на който е провъзгласено възстановяването на предната конституция; Варшава и някои други градове са заети от руски гарнизони; полската армия е реформирана по руски модел, а някои нейни части са разпуснати.

## Развитие
Част от полската шляхта тайно се готви за въстание, надявайки се на помощта на Франция, където в същия момент революцията е в разгара си. За лидер на въстанието е избран Тадеуш Косцюшко, проявил се като храбър воин и компетентен лидер.
Генерал Мадалински, отказвайки да се подчини на решението на сейма и разпускайки своята конна бригада на 12 март същата година в Пултуск, внезапно напада руския полк и разгонва руския ескадрон в Силезия, след което се запътва към Краков. Узнавайки за това, жителите на Краков го провъзгласяват за диктатор на републиката. Там е провъзгласен Актът за въстанието и Тадеуш Косцюшко се заклева публично. Споменатият акт го провъзгласява за върховен главнокомандващ на националните въоръжени сили и му предоставя пълна власт в страната.
В някои части на Полското кралство и Великото литовско княжество избухват въоръжени метежи. Междувременно в Полша навлиза пруската войска.